# Mansabá
Mansabá – miasto w Gwinei Bissau; w Regionie Oio.
Mansabá jest stolicą sektora o powierzchni 1387 km², który zamieszkuje 43725 osób.